# Ольєна
Ольєна (італ. Oliena, сард. Ulìana) — муніципалітет в Італії, у регіоні Сардинія,  провінція Нуоро.
Ольєна розташована на відстані близько 320 км на південний захід від Рима, 120 км на північ від Кальярі, 8 км на південний схід від Нуоро.
Населення — 7236 осіб (2014).

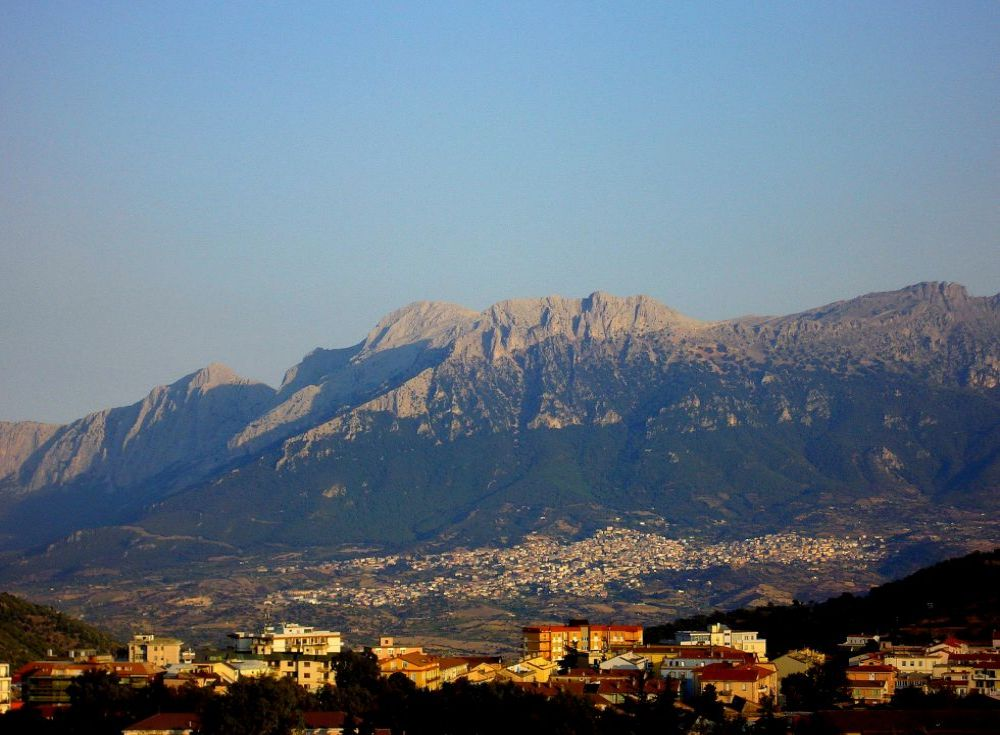

Щорічний фестиваль відбувається 31 липня. Покровитель — Sant'Ignazio di Loyola.

## Демографія
Населення за роками:

Станом на 1 січня 2023 року в муніципалітеті офіційно проживали 83 іноземці з 19 країн, серед них 44 громадяни країн Євросоюзу та 2 громадяни України.

## Сусідні муніципалітети
- Доргалі
- Нуоро
- Оргозоло

## Персоналії
Відомі уродженці Ольєни:
- Джанфранко Дзола (італ. Gianfranco Zola, *5 липня 1966) — італійський футбольний тренер. Колишній футболіст, нападник, відомий за виступами у складі збірної Італії, низки італійських футбольних клубів та лондонського «Челсі».